# Mare de Déu del Remei (Flix)
La Mare de Déu del Remei és un santuari a uns sis quilòmetres al nord del nucli urbà de la vila de Flix, prop de la punta de la Senyora, per la carretera C-233 i agafant el Racó de l'Ermita fins al temple. Hi ha notícies que indiquen que el santuari fou bastit per l'ermità fra Dionís cap al 1600, la imatge era venerada abans a l'església parroquial, encara que la construcció actual s'ha d'enquadrar dins del segle xix.
Església d'una sola nau amb absis carrat i integrat a l'interior de l'abric natural que conforma la roca de la zona. La nau està coberta per una volta de canó decorada amb llunetes, tot i que la zona que precedeix el presbiteri presenta una gran cúpula esfèrica sobre tambor i petxines. La part superior de l'absis també presenta volta de canó amb llunetes, tot i que a mitjana alçada hi ha la roca natural que travessa el presbiteri en sentit est-oest. Tant les dues voltes com les petxines de la cúpula es recolzen damunt grans pilars quadrats amb capitells compostos, i un entaulament motllurat que enllaça amb la cornisa que recorre els murs laterals del temple, en els quals s'obren arcs de mig punt a manera de fornícules. Al costat de l'absis hi ha la sagristia i als peus del temple el cor, sostingut per una volta rebaixada. El temple s'il·lumina mitjançant finestres rectangulars amb vitralls acolorits, situades al tambor de la cúpula i als murs laterals de la nau. La façana principal presenta un portal d'accés rectangular emmarcat en pedra, amb la llinda gravada amb el nom de la patrona. Damunt seu hi ha un entaulament motllurat sostingut per mènsules decorades. A banda i banda hi ha dues petites finestres rectangulars. A la part superior del parament hi ha un rosetó i sobre seu un rellotge de sol. La façana presenta un coronament motllurat rematat per un frontó semicircular, damunt del qual s'assenta un campanar d'espadanya d'un sol arc de mig punt. Exteriorment, la cúpula és octogonal i amb la coberta de teula.
La construcció està bastida en pedra lligada amb abundant morter de calç. La façana principal està arrebossada i emblanquinada, amb les cantonades acabades en pedra vista. Cal destacar, a la banda de ponent del temple i integrada a l'abric de la roca, una petita capella de planta quadrada a la qual s'accedeix mitjançant una obertura de mig punt. La façana també està emblanquinada.
Es celebra l'aplec cada any el segon diumenge d'octubre.